# Síndrome de Dhat
El síndrome de Dhat (sánscrito: धातु दोष, IAST: Dhātu doṣa) es una afección que se da en las culturas del sur de Asia (incluidos Pakistán, India, Bangladesh, Nepal y Sri Lanka) en la que los pacientes varones afirman que sufren eyaculación precoz o impotencia, y creen que expulsan semen por la orina. La afección no tiene una causa orgánica conocida.
En la espiritualidad tradicional hindú, el semen se describe como un "fluido vital". La descarga de este "fluido vital", ya sea a través del sexo o de la masturbación, se asocia a marcados sentimientos de ansiedad y disforia. A menudo, el paciente describe la pérdida de un fluido blanquecino al orinar. En otras ocasiones, se observan marcados sentimientos de culpa asociados a lo que el paciente supone que es una masturbación "excesiva".
Muchos médicos consideran que dhat es un término de diagnóstico popular utilizado en el sur de Asia para referirse a la ansiedad y las preocupaciones hipocondríacas asociadas a la secreción de semen, con decoloración de la orina y sensación de debilidad y agotamiento.
Se cree que el dhat es un síndrome cultural similar al jiryan (sudeste asiático), el prameha (Sri Lanka) y el shenkui (China). El síndrome dhat podría estar relacionado con otras enfermedades postorgásmicas, como la tristeza postcoital (PCT por sus siglas en inglés), el síndrome de enfermedad postorgásmica (POIS) y la cefalea sexual.

## Señales y síntomas
Los varones jóvenes son los más afectados, aunque se han descrito síntomas similares en mujeres con flujo vaginal excesivo o leucorrea, que también se considera un "fluido vital". Además, hay síntomas de fatiga y debilidad. Lo más normal es que los pacientes con la afección de Dhat atribuyan su desgracia de semen (secreción de semen en la orina) a razones como masturbación desmesurada, sueños sensuales y anhelo sexual desmedido. La emisión nocturna y la secreción de semen en la orina se consideran los síntomas más ampliamente reconocidos de la desgracia de semen. Los pacientes con la condición de Dhat con frecuencia temen el resultado de la desgracia de semen y regularmente tienen la convicción de que dará lugar a la disminución del rendimiento sexual. Los efectos secundarios más reconocidos en los pacientes con la afección de Dhat son la deficiencia corporal, la pereza, la baja energía y el bajo temperamento. La eyaculación precoz y la impotencia se observan con frecuencia. Otros síntomas somáticos como debilidad, fatigabilidad fácil, palpitaciones, insomnio, bajo estado de ánimo, culpa y ansiedad suelen estar presentes. En ocasiones, los varones refieren una sensación subjetiva de que su pene se ha acortado. Estos síntomas suelen asociarse a un estado de ánimo ansioso y disfórico. Otro signo de este síndrome es la secreción blanca. Según el Ayurveda, un sistema médico indio, los hombres que lo han padecido han mostrado signos de problemas de ansiedad. Esta enfermedad es un síndrome ligado a la cultura. En general, la pérdida de semen se considera tabú y perjudicial, y también se asocia a una clase socioeconómica baja. Ser capaz de producir semen se considera como la longevidad de la salud y de ciertos poderes. En la cultura india, es importante que un hombre produzca semen.

## Tratamiento
La terapia cognitivo-conductual es la base del tratamiento. En otras ocasiones se ha demostrado la utilidad del asesoramiento y de los medicamentos ansiolíticos y antidepresivos. Los médicos han descubierto que los medicamentos antidepresivos (inhibidores de la PDE-5) han mostrado resultados positivos en el control de las causas psicológicas del síndrome de Dhat.

## Epidemiología
El síndrome de Dhat se ha registrado en varias comunidades del sur de Asia.

## Historia
El término Dhat tiene su origen en la palabra sánscrita Dhatu (धातु), que, según el Sushruta Samhita, significa "elixir que constituye el cuerpo". El médico indio Narendra Wig acuñó el término síndrome de Dhat en 1960 y lo describió como caracterizado por síntomas psicosomáticos vagos de fatiga, debilidad, ansiedad, pérdida de apetito, culpabilidad y disfunción sexual, atribuidos por el paciente a la pérdida de semen en la emisión nocturna, a través de la orina o la masturbación. La literatura que describe el semen como un constituyente vital del cuerpo humano se remonta al año 1500 a. C. Los trastornos de los Dhatus se han dilucidado en el Charaka Samhita, que describe un trastorno llamado Shukrameha (शुक्रमेह) en el que hay paso de semen por la orina. En China, diversos nombres como (Shen K'uei), Sri Lanka (Prameha) y otras partes del sudeste asiático (Jiryan) los síntomas y afecciones son similares a los dhatus. La Clasificación Internacional de Enfermedades CIE-10 clasifica el síndrome de Dhat tanto como un trastorno neurótico (código F48.8) como un trastorno específico de una cultura (anexo 2) causado por una "preocupación excesiva por los efectos debilitantes del paso del semen".

## Sociedad y cultura
Algunos médicos creen que el síndrome de Dhat es, o bien una presentación cultural de la depresión clínica, como un conjunto somatizado de síntomas, o bien el resultado de una mala interpretación por parte de los médicos occidentales de las descripciones que hacen los pacientes de su enfermedad.
El síndrome de Dhat es muy común también en la cultura nepalí. La mayoría de ellas vienen con quejas de "gotas" y se vuelven extremadamente ansiosos al respecto y lo ven como una pérdida de "poder masculino". A menudo se relaciona con rumiaciones obsesivas y síntomas somatomorfos. Otros médicos lo consideran una entidad clínica distinta que está menos ligada a la cultura de lo que afirman estos críticos, y lo describen como una forma de un síndrome de "ansiedad por la pérdida de semen" que también se da en otras culturas orientales como jiryan y shen-k'uei, así como en culturas occidentales.
La infección por clamidia también podría estar relacionada con ella debido a los síntomas similares en caso de infección de la uretra (uretritis), que suele ser sintomática y provocar una secreción blanca del pene con o sin dolor al orinar (disuria).